# Bruntridactylus katangensis
Bruntridactylus katangensis är en insektsart som beskrevs av Günther, K.K. 1995. Bruntridactylus katangensis ingår i släktet Bruntridactylus och familjen Tridactylidae. Inga underarter finns listade i Catalogue of Life.